# Günther Tesch

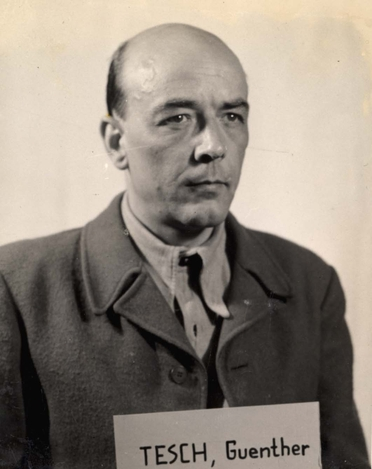
Günther Tesch

Günther Tesch (ur. 21 października 1907 w Kolonii  – zm. 7 marca 1989 w Dortmundzie) – niemiecki prawnik i SS-Führer. Był podczas II wojny światowej szefem działu prawnego niemieckiej organizacji Lebensborn e.V. Sądzony przez Amerykański Trybunał Wojskowy w tzw. Procesie RuSHA, po którym zwolniony został z obowiązku odbywania kary.